# Associazione Calcio Pavia 1991-1992
Questa voce raccoglie le informazioni riguardanti l'Associazione Calcio Pavia nelle competizioni ufficiali della stagione 1991-1992.

## Stagione
Nella stagione 1991-1992 il Pavia disputa il girone A del campionato di Serie C1, con 25 punti si piazza in penultima posizione retrocedendo in Serie C2. Anche per questa stagione la squadra pavese viene affidata all'allenatore Giovanni Meregalli, molto cambiata però rispetto alla stagione scorsa, e l'impressione che si ha fin da subito, è che non possa disputare il tranquillo campionato della stagione precedente. In Coppa Italia nel girone A arriva ultima nel raggruppamento a sette squadre, che promuove il Casale ai sedicesimi di finale. Nel girone di andata del campionato raccoglie solo 11 punti ed è ultima in classifica. Dopo la prima giornata del girone di ritorno, con il pareggio interno (1-1) contro il Siena, viene esonerato il tecnico Giovanni Meregalli e richiamato al suo posto in panchina Gianni Bui, che aveva già allenato il Pavia dal 1986 al 1988, ma anche con lui, dopo qualche timido segnale di ripresa, con i pareggi di La Spezia ed Alessandria ed i successi interni con Massese ed Empoli, la squadra biancoazzurra riprende la serie negativa, che la porta ad un malinconico ritorno in Serie C2. Retrocede insieme al Baracca Lugo ed al Casale.

## Rosa
| N. |                   | Ruolo | Calciatore                |
| -- | ----------------- | ----- | ------------------------- |
|    | Italia (bandiera) | D     | Alessandro Avanzi         |
|    | Italia (bandiera) | C     | Andrea Baioni             |
|    | Italia (bandiera) | C     | Antonio Boscia            |
|    | Italia (bandiera) | C     | Luca Campistri            |
|    | Italia (bandiera) | C     | Antonio D'Agostino        |
|    | Italia (bandiera) | D     | Paolo Danzè               |
|    | Italia (bandiera) | A     | Massimiliano De Silvestro |
|    | Italia (bandiera) | C     | Alfonso Di Marco          |
|    | Italia (bandiera) | A     | Danilo Di Vincenzo        |
|    | Italia (bandiera) | D     | Cristian Donzelli         |
|    | Italia (bandiera) | D     | Roberto Fogli             |
|    | Italia (bandiera) | A     | Giuseppe Frappietri       |
|    | Italia (bandiera) | P     | Antonio Gambino           |

| N. |                   | Ruolo | Calciatore          |
| -- | ----------------- | ----- | ------------------- |
|    | Italia (bandiera) | C     | Corrado Giannini    |
|    | Italia (bandiera) | D     | Paolo Grotto        |
|    | Italia (bandiera) | C     | Marco Lazzarini     |
|    | Italia (bandiera) | P     | Daniele Limonta     |
|    | Italia (bandiera) | C     | Andrea Menghini     |
|    | Italia (bandiera) | D     | Gian Paolo Morabito |
|    | Italia (bandiera) | C     | Paolo Moschetti     |
|    | Italia (bandiera) | A     | Simone Mucciarelli  |
|    | Italia (bandiera) | C     | Massimo Provvido    |
|    | Italia (bandiera) | A     | Christian Scalzo    |
|    | Italia (bandiera) | D     | Davide Zanellato    |

## Risultati

### Serie C1

#### Girone di andata
| Siena 15 settembre 1991 1ª giornata | Siena           | 0 – 0 | Pavia | Stadio Artemio Franchi\| Arbitro: \| Bortoli (Schio) \| |
| Arbitro:                            | Bortoli (Schio) |       |       |                                                         |

| Arbitro: | Della Pietra (Tolmezzo) |

|  |           |           |
|  | Marcatori | 47’ Gallo |

| Arbitro: | Bizzotto (Castelfranco Veneto) |

|               |           |  |
| Bresciani 13’ | Marcatori |  |

| Arbitro: | Siciliano (Brindisi) |

|                 |           |  |
| Mucciarelli 15’ | Marcatori |  |

| Arbitro: | Moretti (Cosenza) |

|               |           |                       |
| D Baldini 72’ | Marcatori | 91’ (aut.) D. Baldini |

| Arbitro: | Ruggiero (Nocera Inferiore) |

|                 |           |  |
| Mucciarelli 35’ | Marcatori |  |

| Arbitro: | Santoruvo (Bari) |

|                                |           |                |
| Cotroneo 77’ (rig.) Caruso 87’ | Marcatori | 90’ D'Agostino |

| Pavia 10 novembre 1991 8ª giornata | Pavia             | 0 – 0 | Casale | Stadio Pietro Fortunati\| Arbitro: \| D'Agostini (Roma) \| |
| Arbitro:                           | D'Agostini (Roma) |       |        |                                                            |

| Arbitro: | Pellegatta (Collegno) |

|                 |           |                        |
| Di Vincenzo 13’ | Marcatori | 41’ Morotti 83’ Crotti |

| Arbitro: | Curotti (Piacenza) |

|                                   |           |  |
| Pradella 13’ Mirabelli 21’ (rig.) | Marcatori |  |

| Pavia 1º dicembre 1991 11ª giornata | Pavia           | 0 – 0 | SPAL | Stadio Pietro Fortunati\| Arbitro: \| Russo (Pescara) \| |
| Arbitro:                            | Russo (Pescara) |       |      |                                                          |

| Arbitro: | Piantoni (Terni) |

|                                           |           |  |
| Antonaccio 23’ Lo Pinto 77’ Valtolina 86’ | Marcatori |  |

| Arbitro: | Bertocci (Genova) |

|                   |           |  |
| Baioni 86’ (aut.) | Marcatori |  |

| Pavia 22 dicembre 1991 14ª giornata | Pavia                | 0 – 0 | Vicenza | Stadio Pietro Fortunati\| Arbitro: \| Nepi (Ascoli Piceno) \| |
| Arbitro:                            | Nepi (Ascoli Piceno) |       |         |                                                               |

| Arbitro: | Vasquez (Lecce) |

|             |           |  |
| Nannini 24’ | Marcatori |  |

| Arbitro: | Piretti (Ravenna) |

|                         |           |           |
| Baioni 21’ Menghini 82’ | Marcatori | 47’ Curti |

| Arbitro: | Cavanna (Roma) |

|                            |           |  |
| Cammarieri 57’ Profumo 73’ | Marcatori |  |

#### Girone di ritorno
| Arbitro: | Di Prisco (Nocera Inferiore) |

|              |           |             |
| Menghini 75’ | Marcatori | 34’ Coppola |

| La Spezia 9 febbraio 1992 19ª giornata | Spezia             | 0 – 0 | Pavia | Stadio Alberto Picco\| Arbitro: \| Contente (Salerno) \| |
| Arbitro:                               | Contente (Salerno) |       |       |                                                          |

| Arbitro: | Longo (Paola) |

|                              |           |  |
| Moschetti 66’ D'Agostino 69’ | Marcatori |  |

| Arbitro: | Scarfò (Reggio Calabria) |

|                      |           |                          |
| Alfano 69’ Fiori 71’ | Marcatori | 4’ Muccirelli 89’ Scalzo |

| Arbitro: | Minotti (Frosinone) |

|           |           |  |
| Grotto 7’ | Marcatori |  |

| Arbitro: | Senzacqua (Ascoli Piceno) |

|                             |           |  |
| Trombetta 23’ U. Marino 71’ | Marcatori |  |

| Pavia 15 marzo 1992 24ª giornata | Pavia                     | 0 – 0 | Baracca Lugo | Stadio Pietro Fortunati\| Arbitro: \| D'Errico (Frattamaggiore) \| |
| Arbitro:                         | D'Errico (Frattamaggiore) |       |              |                                                                    |

| Arbitro: | Pacifici (Roma) |

|             |           |            |
| Calemme 65’ | Marcatori | 91’ Scalzo |

| Arbitro: | Gregori (Piacenza) |

|              |           |              |
| Miglioli 76’ | Marcatori | 45’ Provvido |

| Arbitro: | Giove (Bari) |

|  |           |              |
|  | Marcatori | 13’ Pradella |

| Arbitro: | Ferro (Verona) |

|                                        |           |                |
| Di Nicola 19’ Brescia 68’ Bottazzi 74’ | Marcatori | 48’ Frappietri |

| Arbitro: | Racalbuto (Gallarate) |

|  |           |               |
|  | Marcatori | 87’ Valtolina |

| Arbitro: | Pisacreta (Salerno) |

|               |           |              |
| Moschetti 18’ | Marcatori | 22’ Robbiati |

| Arbitro: | Rigutto (Maniago) |

|                                           |           |  |
| Artistico 38’ Gasparini 59’ Civeriati 72’ | Marcatori |  |

| Arbitro: | Lana (Torino) |

|                              |           |                     |
| Menghini 63’ Mucciarelli 74’ | Marcatori | 78’ (rig.) Aguzzoli |

| Arbitro: | Casaluci (Lecce) |

|                            |           |                                  |
| R. Gori 22’, 27’ Curti 85’ | Marcatori | 31’ Mucciarelli 56’ (aut.) Curti |

| Arbitro: | Daneluzzi (Latisana) |

|                                 |           |                     |
| C. Giannini 16’ Mucciarelli 49’ | Marcatori | 38’, 72’ Cammarieri |

### Coppa Italia Serie C

#### Fase a gironi
| 18 agosto 1991 1ª giornata |  | – Turno di riposo Pavia |  |  |

| Arbitro: | Bonfrisco (Monza) |

|                        |           |  |
| Montani 49’ Mosele 58’ | Marcatori |  |

| Arbitro: | Bortoli (Schio) |

|               |           |                         |
| Campistri 74’ | Marcatori | 11’ Tirapelle 68’ Monti |

| Arbitro: | Rossi (Rovigo) |

|                    |           |  |
| Orofino 25’ (rig.) | Marcatori |  |

| Arbitro: | Masulli (Cremona) |

|            |           |  |
| Baioni 13’ | Marcatori |  |